# Eschatologiczna mowa Jezusa
Eschatologiczna mowa Jezusa – jedno z przemówień Jezusa, zapowiadające zburzenie Świątyni Jerozolimskiej i nadejście końca świata.
Mowa zawiera trzy główne tematy:
- zburzenie Świątyni Jerozolimskiej
- czas pogan
- mowa apokaliptyczna[1]

## Zburzenie Jerozolimy

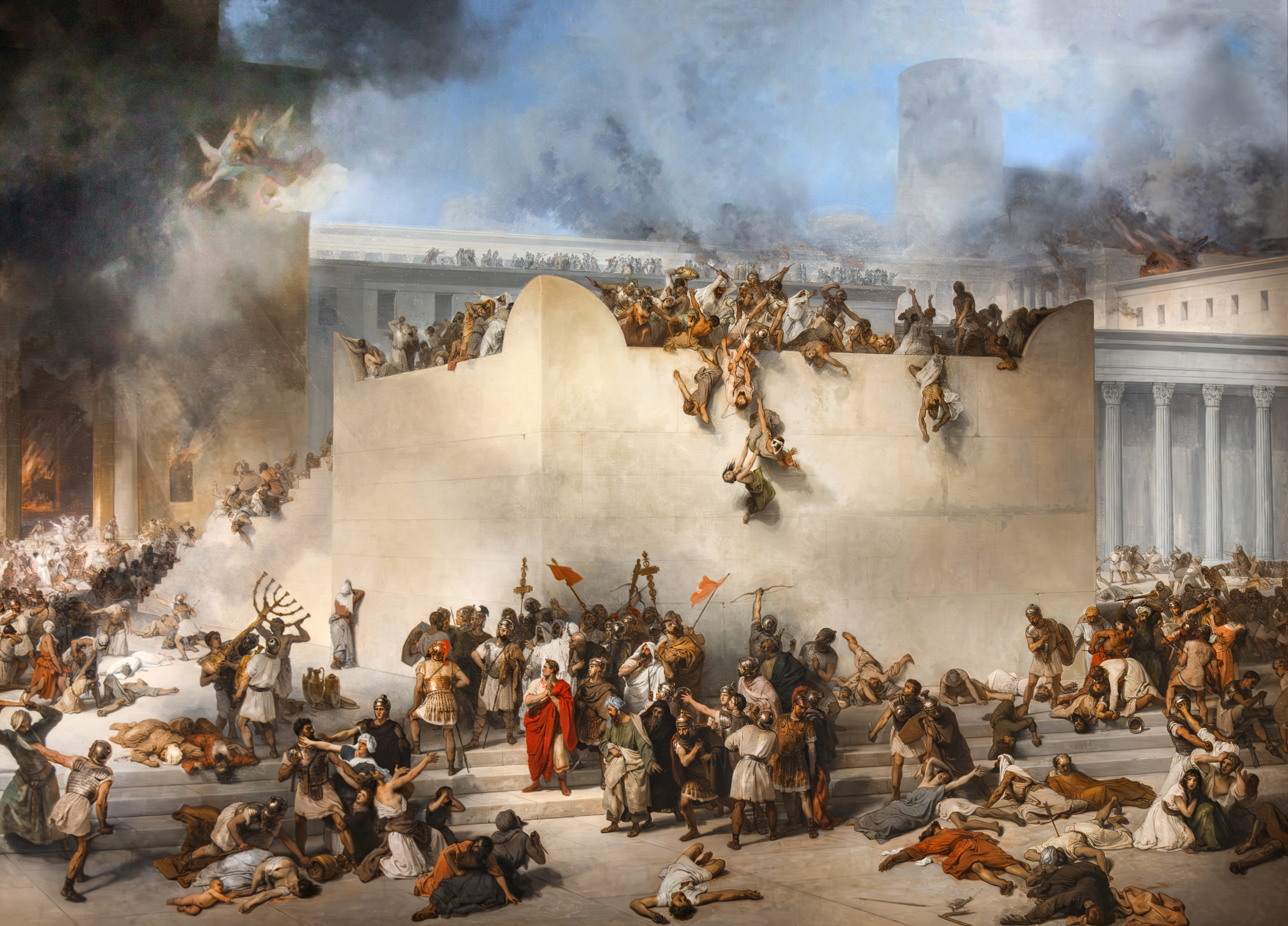
Zniszczenie Świątyni Jerozolimskiej, Francesco Hayez (1867).

Mowa eschatologiczna zaczyna się po tzw. "Biada!", skierowanych do faryzeuszy.
Jezus mówi:

Jeruzalem, Jeruzalem! Ty zabijasz proroków i kamienujesz tych, którzy do ciebie są posłani! Ile razy chciałem zgromadzić twoje dzieci, jak ptak swe pisklęta zbiera pod skrzydła, a nie chcieliście. Oto wasz dom zostanie wam pusty.

{{Cytat}} Linki zewnętrzne: "źródło".
Na skutek odrzucenia przez Żydów przymierza, jakie oferował im Bóg, Jezus zapowiada upadek Świątyni i ostateczne zerwanie z jej kultem.
Dlatego dalej Jezus doprecyzował uczniom:

Widzicie to wszystko? Zaprawdę, powiadam wam, nie zostanie tu kamień na kamieniu, który by nie był zwalony.

{{Cytat}} Linki zewnętrzne: "źródło".
Benedykt XVI w książce Jezus z Nazaretu opisuje, jak proroctwo Jezusa o zburzeniu Świątyni spełniło się w 70. r. podczas oblężenia i zniszczenia Jerozolimy.

## Czas pogan
Powierzchowna lektura mowy Jezusa może prowadzić do wniosku, że zaraz po zburzeniu Jerozolimy ma nastąpić koniec świata. Jednak Jezus zapowiedział jeszcze czas nawracania pogan.
| Łk 21,4 | Mt 24,14 | Mk 13,10                                                     |
| --- | --- | ------------------------------------------------------------ |
| Jedni polegną od miecza, a drugich zapędzą w niewolę między wszystkie narody. A Jerozolima będzie deptana przez pogan, aż czasy pogan przeminą. | A ta Ewangelia o królestwie będzie głoszona po całej ziemi, na świadectwo wszystkim narodom. I wtedy nadejdzie koniec. | Lecz najpierw musi być głoszona Ewangelia wszystkim narodom. |

Oznacza to, że koniec świata może nastąpić, dopiero gdy Ewangelia zostanie ogłoszona wszystkim narodom.
Pojęcie "czasu pogan" jest znane także św. Pawłowi:

Zatwardziałość dotknęła tylko część Izraela aż do czasu, gdy wejdzie [do Kościoła] pełnia pogan. I tak cały Izrael będzie zbawiony

{{Cytat}} Linki zewnętrzne: "źródło".

## Mowa apokaliptyczna

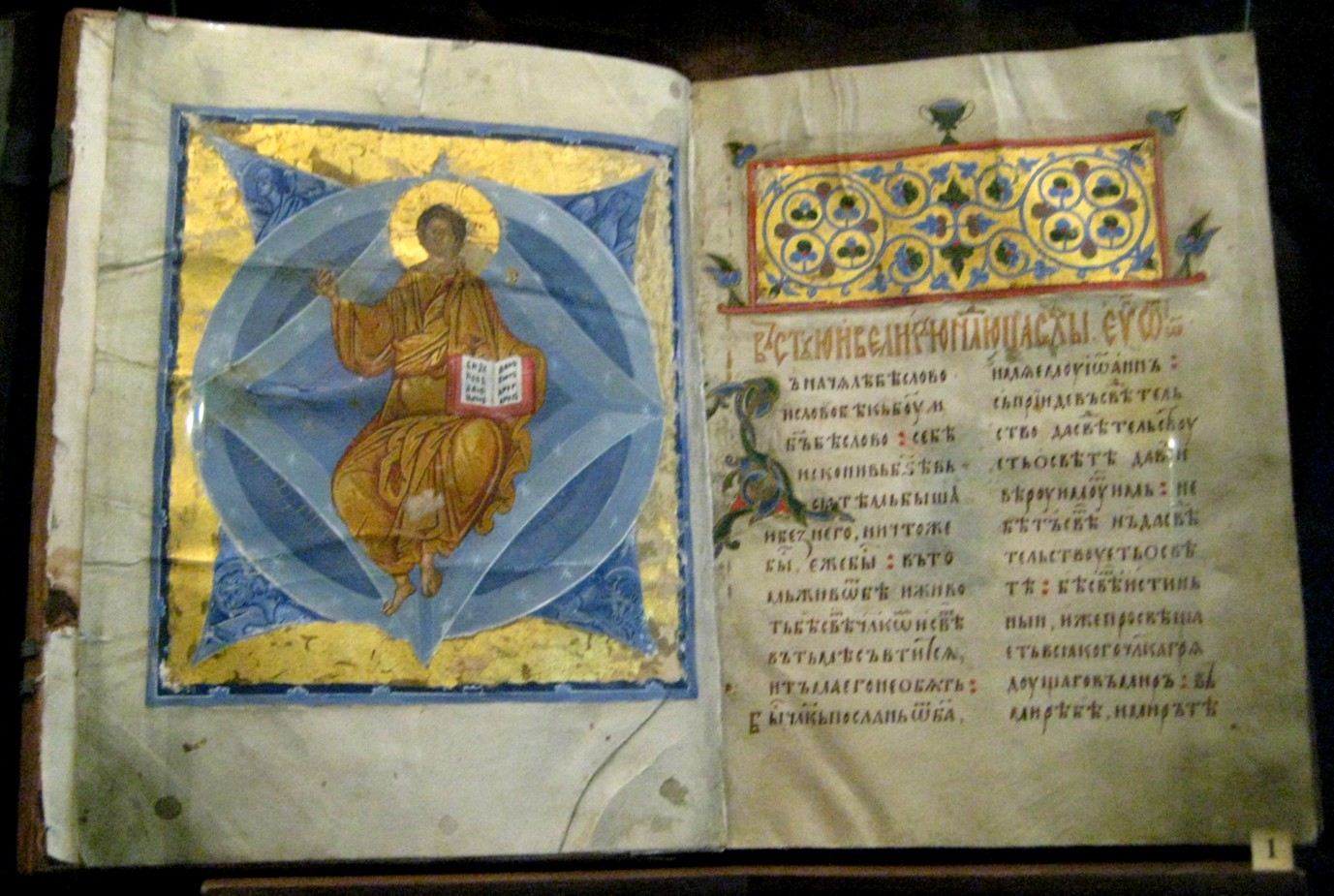
Chrystus w chwale, miniatura z XV-wiecznego ewangeliarza ruskiego

W ostatnim fragmencie mowy eschatologicznej Jezus ostrzega przed pseudo-Mesjaszami. W kilku przypowieściach, m.in. w przypowieści o słudze wiernym i niewiernym oraz w przypowieści o pannach roztropnych i nieroztropnych, zachęca do czujności i trzeźwości. 
Ostatecznie mówi też o końcu świata i swoim powtórnym przyjściu:

W owe dni, po tym ucisku, słońce się zaćmi i księżyc nie da swego blasku. Gwiazdy będą padać z nieba i moce na niebie zostaną wstrząśnięte. Wówczas ujrzą Syna Człowieczego, przychodzącego w obłokach z wielką mocą i chwałą. Wtedy pośle On aniołów i zbierze swoich wybranych z czterech stron świata, od krańca ziemi aż do szczytu nieba.Mk 13,24